# Razac-de-Saussignac
Razac-de-Saussignac è un comune francese di 377 abitanti situato nel dipartimento della Dordogna nella regione della Nuova Aquitania.

## Società

### Evoluzione demografica
Abitanti censiti